# Ė
Ė (gemenform: ė) är den latinska bokstaven E med en punkt över. Ė är den nionde bokstaven i det litauiska alfabetet och uttalas [eː]. Bokstaven introducerades i litauiskan av den preussiska grammatikern Daniel Klein. Den kyrilliska motsvarigheten är Э.